# Ole Harkjær
Ole Harkjær (født 19. oktober 1917, død 17. november 2002) var en dansk politiker, der var konservativ borgmester i Lyngby-Taarbæk Kommune 1973–1987.
Harkjær var søn af handelsrejsende Emil Simonsen og hustru Ellen Harkjær. Han blev gift 30. august 1947 med indretningsarkitekt Lise Knudsen,
Han var ansat i Københavns Handelsbank 1933-47, sekretær i Foreningen Norden 1947, kontorchef 1956, direktør 1962-74. Han var tillige direktør for A/S Hindsgavl 1963-78, derefter formand for selskabets bestyrelse til 1987.
Ole Harkjær var formand for Konservativ Ungdom i Gentofte 1939-41 og 1944-46. Han var medstifter af landsforeningen Det frie Nord 1939 og medlem af Foreningen Nordens hovedstyrelse 1974-96.
Under besættelsen var Ole Harkjær aktiv i modstandsbevægelsen og beskæftigede sig blandt andet med illegal presse.
Harkjær var valgt ind i Lyngby-Taarbæk kommunalbestyrelse 1954-87, viceborgmester 1958-73, inden han blev borgmester 1973-87. Han var formand for Lyngby-Nærum Jernbane A/S og for driftbestyrelse 1982-97; formand for Danske Privatbaners fællesrepræsentation og Danske Privatbaners Forsikringsforening G/S 1983-88.
Han var også medlem til 1987 af bestyrelsen for Kommunernes Landsforening, Foreninger af Kommuner i Københavns Amt (derefter æresmedlem), A/S Strandvejs-Gasværket, I/S Gas, Hovedstadsregionens Naturgas I/S og I/S Vestforbrænding foruden en lang række andre bestyrelser.
Ole Harkjær overtog borgmesterposten efter Paul Fenneberg i 1973 og overdrog den i 1987 til Kai Aage Ørnskov.